# Ajax Lớn

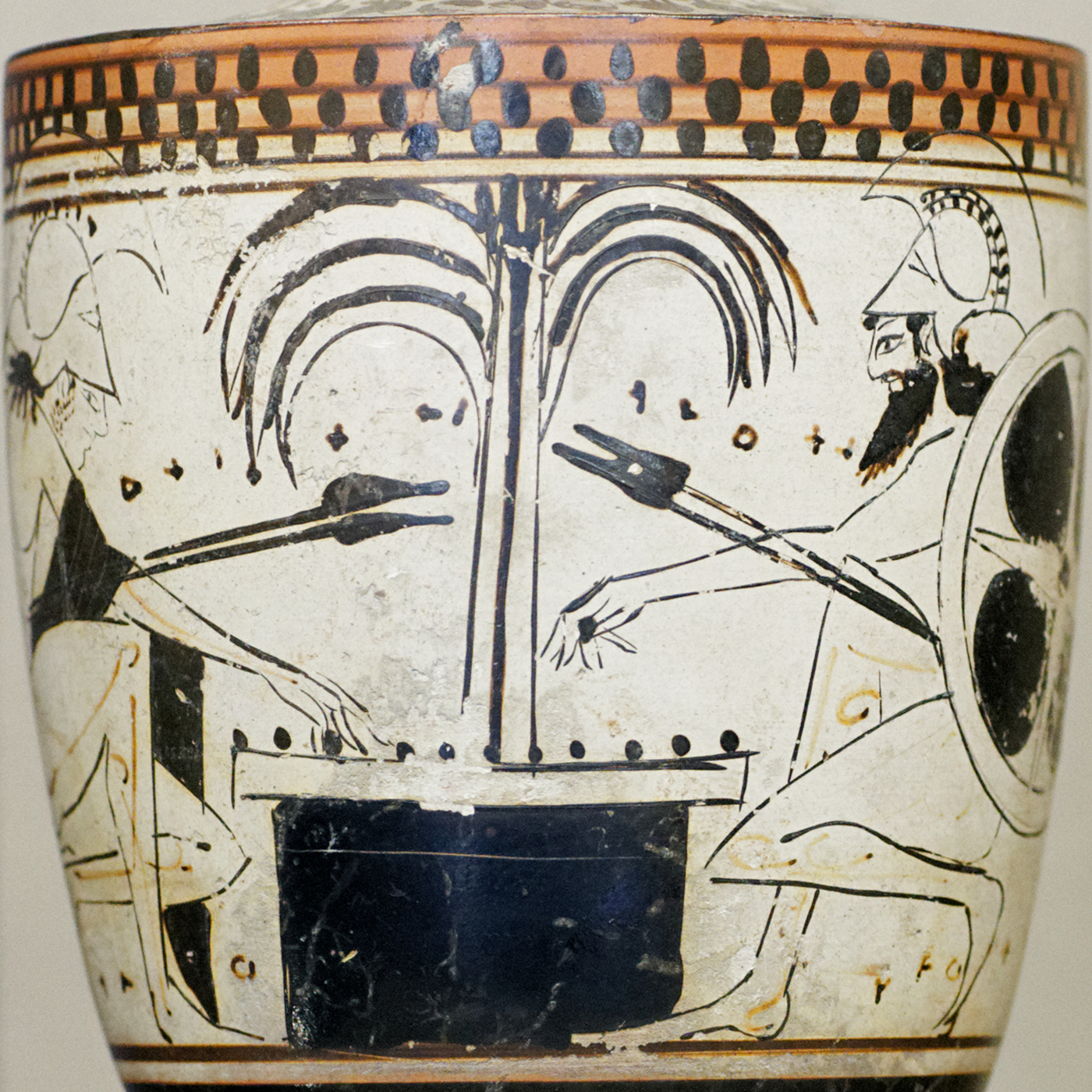
Achilles và Ajax chơi trò chơi đốt xương được vẽ trên bình lekythos vào cuối thế kỷ 6, một loại bình đựng dầu sử dụng trong các tang lễ

Ajax hoặc Aias (/ˈeɪdʒæks/ or /ˈaɪ.əs/; Hy Lạp cổ đại: Αἴας, gen. Αἴαντος), là một vị anh hùng trong thần thoại Hy Lạp, con trai của vua Telamon với Periboea, anh em cùng cha khác mẹ của Teucer. Ông đóng vai trò quan trọng trong sử thi Iliad của Homer, và trong Cycle, một tập sử thi viết về cuộc chiến thành Troy. Để phân biệt ông với Ajax, con của Oileus (Ajax Bé), ông thường được gọi là "Telamonian Ajax", "Ajax Vĩ Đại" hoặc "Ajax Lớn". Trong thần thoại Etruscan, ông được biết với tên là Aivas Tlamunus.

## Gia đình
Ajax là con trai của Telamon (người là con của Aeacus và là cháu trai của thần Zeus) và có người vợ cả là Periboea. Ông là anh họ của Achilles, và là anh cùng cha khác mẹ của Teucer. Rất nhiều người Athen nổi danh như Cimon, Miltiades, Alcibiades và nhà sử gia Thucydides, là con cháu thuộc dòng họ của Ajax. Học giả người Ý Maggiani gần đây đã tiết lộ về ngôi mộ kiểu Etruscan của Racvi Satlnei tại Bologna (thế kỷ 5 trước Công nguyên) với dòng chữ: "aivastelmunsl" tức là:" Gia đình của Ajax Télamon".

## Mô tả về Ajax
Trong Iliad của Homer, Ajax được mô tả có một vóc dáng vĩ đại và là người Achaeans mạnh nhất. Được xem là "bức tường thành của người Achaeans", ông cùng Achilles đã được dạy dỗ bởi nhân mã Chiron, (cũng từng là thầy của cha Ajax - vua Telamon và cha của Achilles Peleus, sau đó Chiron đã chết vì một vết thương gây ra bởi Heracles khi đang luyện tập). Dũng cảm, mạnh mẽ, nhanh nhạy và rất khôn ngoan trong chiến tranh, Ajax chỉ huy binh lính của mình mang những chiếc khiên lớn làm từ 7 lớp da bò được bọc ngoài bởi một lớp đồng. Đáng chú ý nhất, Ajax không bị thương trong bất kỳ trận chiến nào trong Iliad, mặc dù ông là nhân vật duy nhất không được các vị thần tham gia trận chiến gia tăng sức mạnh. Sự can thiệp duy nhất là trong quyển 13, Poseidon đã dùng quyền trượng của mình hồi phục sức mạnh cho Ajax.

## Cuộc chiến thành Troia
Trong Iliad, Ajax được biết đến qua sức mạnh và lòng quả cảm của ông, đặc biệt trong hai lần quyết đấu cùng Hector. Trong tập 7, Ajax đã quyết đấu cùng Hector suốt một ngày một đêm. Ajax đã dùng thương đâm trúng Hector và đánh gục Hector bằng một viên đá lớn, nhưng Hector vẫn tiếp tục chiến đấu cho tới khi những sứ giả của thần Zeus, kêu gọi kết thúc trận chiến với kết quả hòa: không có ai là người chiến thắng và hai người sẽ trao đổi cho nhau những tín vật bày tỏ sự tôn trọng, Ajax trao cho Hector chiếc thắt lưng tím và Hector trao lại thanh kiếm quý của anh ta cho Ajax.
Lần chạm trán thứ hai giữa Ajax và Hector xảy ra sau khi trại của Mycenaean bị phá hủy, lúc này cuộc chiến đang diễn ra trên biển. Ở quyển 14, Hector đã suýt bị giết chết khi bị Ajax ném một viên đá khổng lồ. Tới quyển 15, sau khi được hồi phục sức mạnh bởi thần Apollo, Hector bắt đầu trở lại cuộc chiến. Còn Ajax dùng vũ khí là một chiếc giáo to lớn, bay nhảy qua lại giữa những chiến thuyền và giết chết quân lính thành Troia hầu như chỉ bằng một tay. Quyển 16, Hector và Ajax lại quyết đầu một lần nữa. Hector đã đốt chiến thuyền của người Hy Lạp, theo tính toán của Hector đây là cách duy nhất có thể tiêu diệt được quân địch. Hector đã tước được vũ khí của Ajax (mặc dù Ajax không bị thương) nhưng buộc phải lui quân. Hector và người thành Troia đã đốt thành công chiến thuyền của người Hy Lạp, việc này gần như đã giúp kết thúc trận chiến. Nhưng rất nhiều tướng lĩnh của thành Troia đã chết dưới tay Ajax, trong đó có Phorcys
Ajax thường chiến đấu bên cạnh em trai của ông ta,Teucer cùng với kỹ năng bắn cung hoàn hảo. Ajax nắm chắc chiếc khiên lớn tiến lên, còn kết thúc tính mạng kẻ thù là việc của Teucer.
Achilles đã không tham gia trận chiến bởi vì mâu thuẫn của anh ta với vua Agamemnon. Trong quyển 9, Agamemnon và những người đứng đầu khác của Mycenaean đã cử Ajax, Odysseus và Phoenix đến thuyết phục Achilles quay lại trận chiến. Mặc dù Ajax đã cố gắng hết sức, nhưng Achilles vẫn không đồng ý.
Sau khi giết Patroclus, Hector đã cố cướp xác của anh ta. Nhưng Ajax, cùng Menelaus đã đẩy lui được quân Troia và đem được thi thể Patroclus về, tuy nhiên áo giáp của Achilles mặc trên người Patroclus đã bị quân lính thành Troia cướp mất.

## Cái chết của Ajax

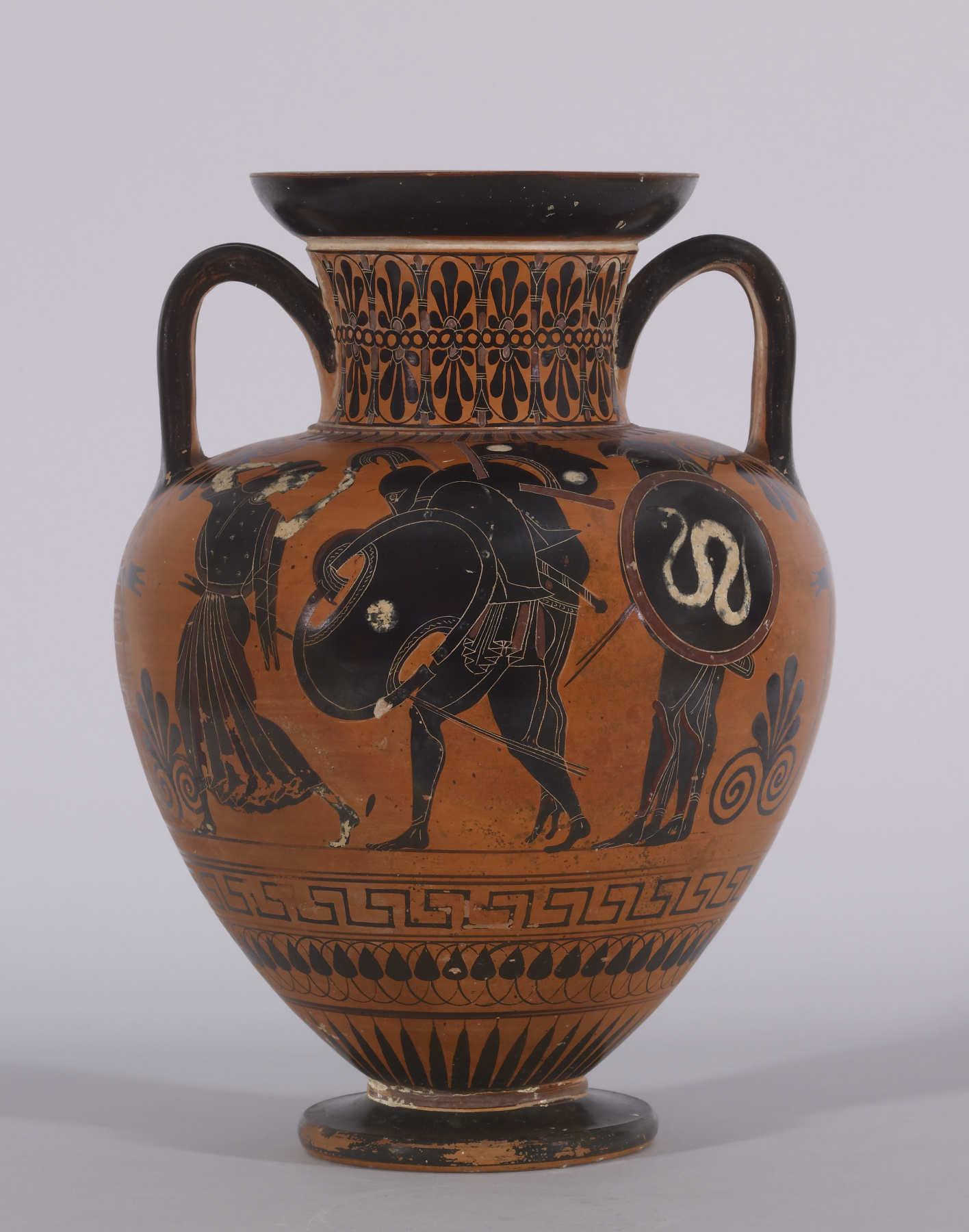
Bình cổ Amphora với hình Ajax cõng xác Achilles. Bảo tàng nghệ thuật Walters, [https://vi.wikipedia.org/w/Baltimore

Ajax vẫn sống đến kết thúc Iliad như hầu hết các tướng lĩnh Hy Lạp khác. Sau khi Achilles bị giết bởi Paris (thần thoại)(dưới sự trợ giúp của thần Apollo ), Ajax và Odysseus đã xông vào cướp lại xác và đem anh về chôn cùng với Patroclus. Ajax chỉ với chiếc giáo và khiên của mình đã hoàn toàn chiếm được thành Troy, còn Odysseus là người mang thi thể Achilles về. Vài ngày sau, Odysseus và Ajax được lựa chọn là chủ nhân mới của chiếc Áo giáp thiên thần được làm từ thần Thợ rèn Hephestus trên Đỉnh Olympus. Ajax và Odysseus sau đó đã phải tranh cãi xem ai là người xừng đáng có được nó. Ajax tuyên bố rằng nhờ có sức mạnh của anh ấy mà những chiếc thuyền mới được cứu thoát khỏi tay Hector và hơn nữa còn quyết định chiến thắng của người Hy Lạp, anh ấy mới là người xứng đáng. Tuy nhiên, Odysseus đã chứng minh một cách hùng hồn hơn và Hội đồng đã quyết định trao áo giáp cho anh ta. Ajax - " Kẻ bất khả chiến bại", đột ngột ngã vào chính thanh kiếm của anh ta, anh ta đã bị " đánh bại bởi nỗi đau đớn của chính mình".

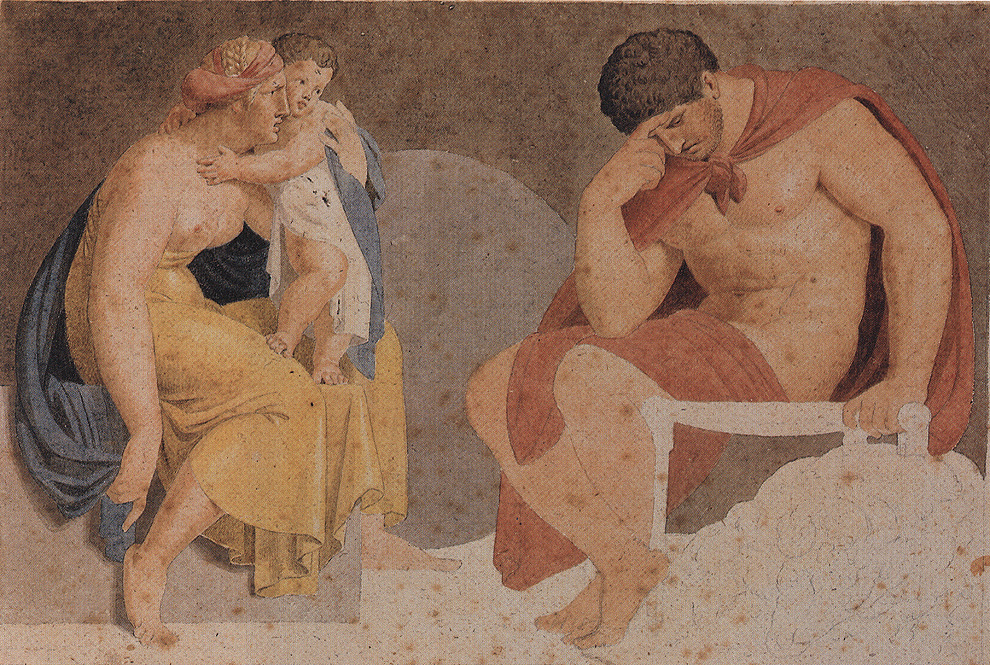
Ajax đau đớn (Asmus Jacob Carstens, ca. 1791)

Bức tượng Belvedere Torso,một bức tượng bán thân bằng cẩm thạch ở bảo tàng Vatican, đã miêu tả cảnh tự tử của Ajax.
Trong vở kịch Ajax của Sophocles, một câu chuyện nổi tiếng kể lại cái chết của Ajax, sau khi áo giáp được trao cho Odysseus, Ajax cảm thấy bị xúc phạm ghê gớm và ông đã định giết Agamemnon và Menelaus. Nữ thần Athena xuất hiện và làm phép rối loạn tinh thần của Ajax, ông đi tới bầy cừu và giết sạch chúng, trong khi đang thưởng tượng chúng là những tướng lĩnh của Achaen, bao gồm cả Odysseus và Agamemnon. Khi tỉnh táo trở lại, máu nhuộm đỏ khắp người, nhận ra được những gì mình đã làm và cảm thấy bị mất danh dự, ông đã quyết định chọn lấy cái chết. Ông tự kết liễu mình bằng chính thanh kiếm mình đã cướp được từ Hector.. Máu của ông tuôn rơi, thấm vào đất và mọc lên một bông hoa đỏ với những chiếc lá có tên ông "Ai", đó cũng là biểu cảm của sự than thở. Tro của ông được cất trong một chiếc hũ vàng đặt tại gò Rhoetean nơi lối vào của Hellespont.

Em cùng cha khác mẹ của Ajax - Teucer trở về và đứng trước cha của anh ta chịu tội vì không mang xác và vũ khí của Ajax về. Teucer bị đuổi vĩnh viễn khỏi quê hương, đảo Salamis ngoài khơi Athens.

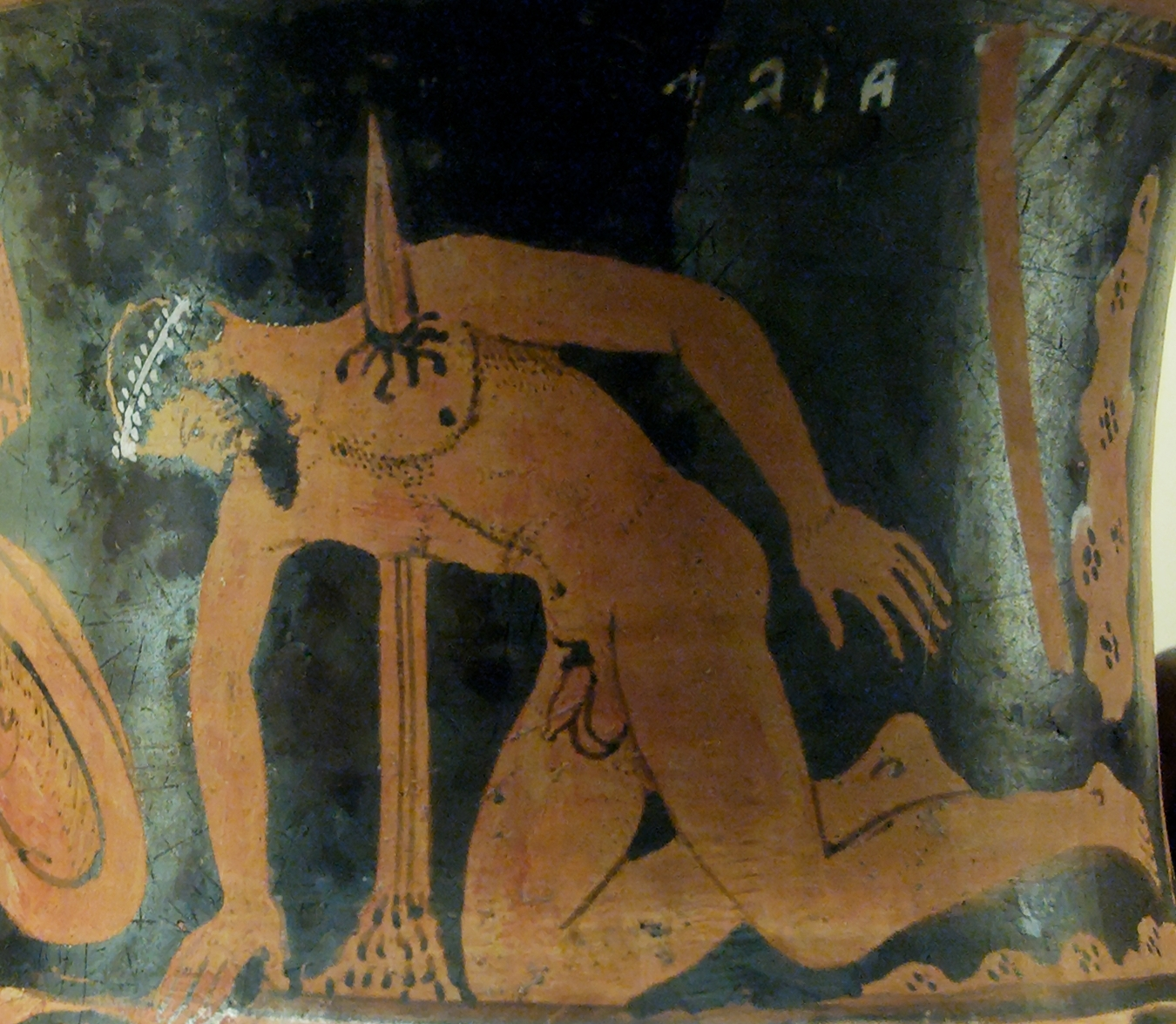
The suicide of Ajax

Giống như Achilles, Ajax là một biểu tượng (mặc dù không phải bởi Homer) sau cái chết của ông trên đảo Leuke nơi miệng của dòng Danube. Ông là người hùng huyền thoại, cháu nội của Aeacus và là chắt của thần Zeus, cũng là người hùng của đảo Salamis, nơi đó có đền và hình ảnh của ông, và những lễ hội với tên gọi Aianteia nhằm vinh danh ông. Những di tích còn lại của Ajax và gia đình Aeacus là một di sản lớn cho người Athens, sau đó Salamis coi chúng như biểu tượng tâm linh của họ, nhân cơ hội Solon (được cho rằng) đã thêm một dòng vào Iliad (2.557–558), nhằm giúp Athens yêu cầu đảo. Ajax sau đó đã trở thành người anh hùng Attic; ông đã được tôn trọng xứng đáng ở Athens, nơi ông có một bức thạch điêu ở trung tâm mua sắm, và bộ lạc Aiantis mang tên ông. Pausanias cũng kể lại về bộ xương khổng lồ với xương bánh chè có đường kính 5 inches (13 cm) xuất hiện tại bờ biển Sigeion, trên vùng biển thuộc Troia; những bộ xương này được xác định là của Ajax

## Khác
Cũng có một truyền thuyết rằng Ajax đã tìm thấy và đặt tên mình cho thành phố   thuộc đảo  - Trung Hải|Địa Trung Hải (hiện này là một địa phương của nước Pháp).

## Cung điện
Vào năm 2001, Yannos Lolos đã khai quật được một cung điện Mycenaean trên đảo thuộc Salamis và ông cho rằng đây là di tích thuộc về dòng họ thần thoại Aiacid. Nơi này gần với ngôi làng Kanakia của Salamis cách bãi biển Athens không xa. Công trình có diện tích là 750 m2.với tầm 30 căn phòng. Có giả thiết cho rằng cuộc chiến thành Troia gây ra nhằm để chiếm giữ vùng đất trên cao của Mycenaean, và đó cũng chính là vị trí của cung điện này.

## Liên kết
- A translation of the debate and Ajax's death. http://classics.mit.edu/Ovid/metam.13.thirteenth.html
- Paphitis, Nicholas (2006-03-30)."Archaeologist links palace to legendary Ajax". MSNBC.Retrieved 2006-03-31.